# Mòng két

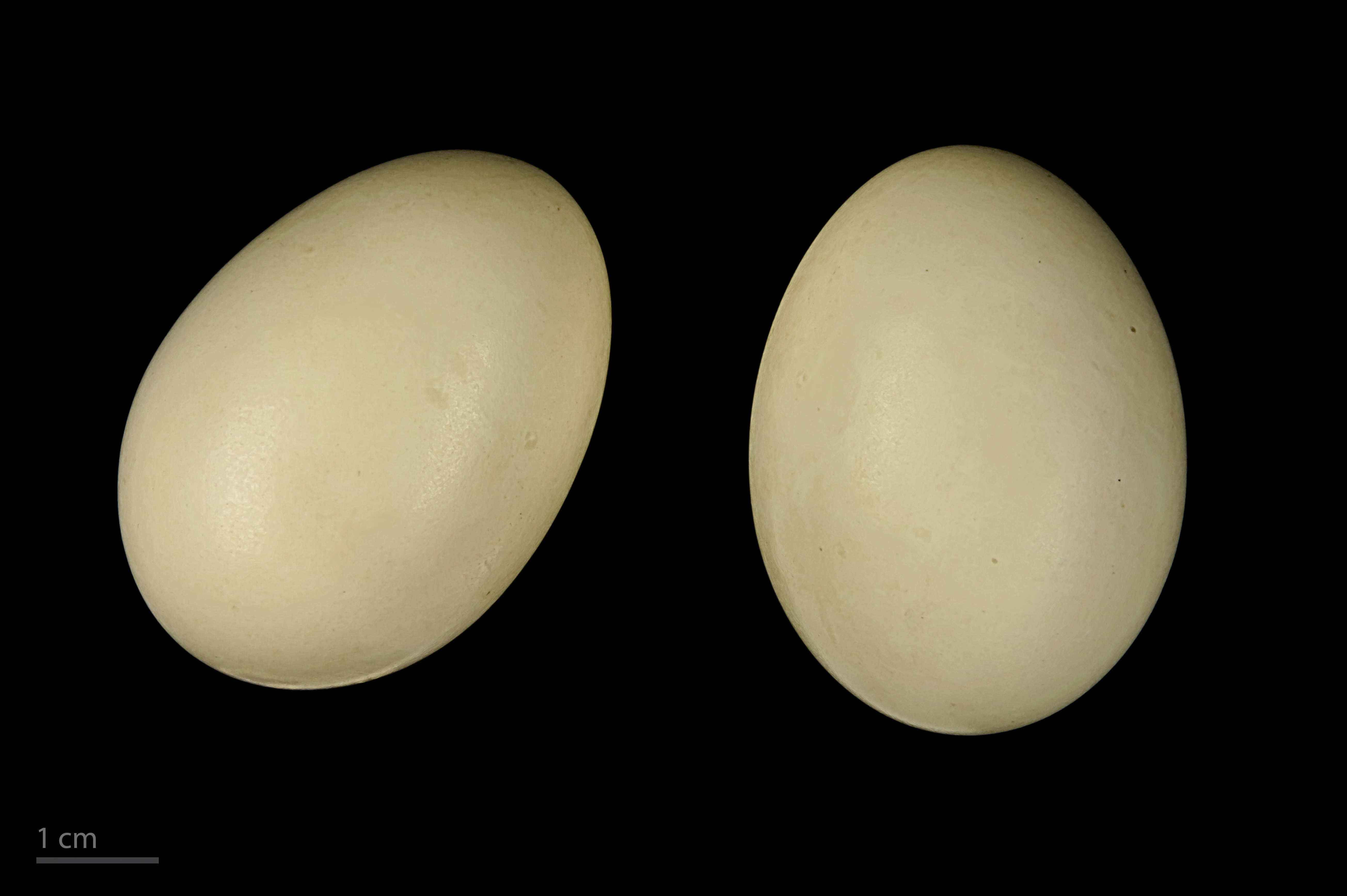
Trứng của Anas crecca

Mòng két (danh pháp hai phần: Anas crecca) là một loài chim trong họ Vịt.
Mòng két sinh giống sinh sản ở khu vực Âu-Á ôn đới và di cư về phía nam vào mùa đông. Mòng két là loài vịt mò nhỏ nhất có chiều dài 20–30 cm (7,9–11,8 in) và có trọng lượng trung bình là 340 g (12 oz) ở con trống và 320 g (11 oz) ở con mái. Cánh dài 17,5–20,4 cm (6,9–8,0 in), cho ra một sải cánh dài 53–59 cm (21–23 in). Mỏ dài 3,2–4 cm (1,3–1,6 in), và xương cổ chân dài 2,8–3,4 cm (1,1–1,3 in). 